# Бертхолд II фон Катценелнбоген
Бертхолд II фон Катценелнбоген (на немски: Berthold II von Katzenelnbogen; † сл. 1211) е граф на Катценелнбоген.

## Произход
Той е големият син на граф Бертхолд I фон Катценелнбоген († сл. 1170/1179) и съпругата му Аделхайд фон Лауфен-Лобденгау (* 1135). Брат е на Дитер III фон Катценелнбоген († сл. 1214), граф на Катценелнбоген и Хоенщайн.

## Фамилия
Първи брак: Бертхолд II се жени и се развежда пр. 1207 г. за Аликс де Момпелгард († сл. 1244). Те имат една дъщеря:
- Кунигунда († пр. 20 август 1253), омъжена за Рудолф II фон Кенцинген, син на Рудолф фон Узенберг († сл. 1231)

Аликс се омъжва втори път между 1207 и 1210 г. за Филипе д' Ибелин, регент на Кипър († 1227).
Втори брак: сл. 1207 г. с Берта фон Лихтенберг († сл. 1207). Те имат децата:
- Симон
- Бертхолд III